# 大賀弥四郎
大賀 弥四郎（おおが やしろう）は、戦国時代から安土桃山時代にかけての武士。
徳川家康の嫡男・松平信康の家臣だったが、謀反を計画したために処刑された。正しくは大岡氏の大岡 弥四郎であるとする見解が有力である。

## 出自
名字について、寛永3年（1626年）成立の『三河物語』の影響を受けた『朝野旧聞裒藁』『徳川実紀』は彼の名を大賀弥四郎とするが、元禄年間成立の『岡崎東泉記』や『伝馬町旧記録』といった岡崎地方の史料では大岡弥四郎としている。大賀氏は松平氏の家臣として名が見られる一族ではあるが、大岡氏は弥四郎と同様に松平信康に仕えた人物として大岡正成・義勝を出しており、そのため大岡弥四郎とすべきものを後世の誤謬ないし作為によって大賀弥四郎と伝えられたとする見解が有力である。
『三河物語』は弥四郎は譜代の「御中間」であったとするが、その出自を松平氏譜代の家臣筋である大岡氏とすれば『烈祖成績』が「奴隷」と表現するような下賤の出身であったことを意味しない。この事は後述の事件を矮小化しようとする後世の操作によって、出自を低く見積もられたとみられている。

## 人物
『岡崎領主古記』によれば、大岡弥四郎は松平新右衛門・江戸直定とともに岡崎城主松平信康の下で町奉行を務めていたといい、諸書とも一致する。それ以前の経歴について『三河物語』は先述のとおり中間だったとするが、『岡崎東泉記』は弥四郎が徳川家康の馬丁を務めていた時の逸話として、矢作川が氾濫して河水が濁り水深も覚束なくなった際、弥四郎が真っ先に瀬踏みを敢行したため、これを賞されて200石取りとなったとしている。その後渥美郡20余郷の代官に任じられ、また中根正照の娘を妻に娶ることになった。『徳川実紀』によれば民政や算術に長けたために抜擢を受け、浜松城と岡崎城を往来して家康・信康双方に仕えたという。また家康が老臣らの諫めを聞かずに鷹狩りに熱中した際、弥四郎のみは家康に扈従したのだという。
天正3年（1575年）、松平新右衛門らとともに武田勝頼に内通して武田軍を岡崎へ引き入れようとする謀反を企てたが、事前に計画が露見したため不発に終わった。弥四郎は捕らえられて岡崎及び浜松城下において引き回しの上、鋸挽きの刑に処され、弥四郎の妻子は磔となった（後述）。

## 大賀弥四郎事件
『伝馬町旧記録』によれば、天正2年（1574年）頃までに弥四郎や松平新右衛門らは一揆契約を交わし、武田勝頼に内通してその侵攻を幇助しようとしていたという。その与党には信康家老の石川春重、同じく家老鳥居九兵衛の陪臣・小谷甚左衛門、倉地平左衛門らがいた。
『三河物語』はその計画について以下のように記している。弥四郎は家康が到来したと偽って岡崎城に呼びかけて開門させる。その隙に武田軍は東三河から岡崎へ侵攻して城を占領し、城主の信康を自害せしめる。また岡崎在留の諸士の妻子を人質に取って徳川家臣団を服属させ、進退窮まった家康やその家臣らは所領を落ち延びるだろうから、これを待ち伏せて討ち取る。以上の内容の書状を勝頼に送り、その同意を取り付けたとしている。
一方で『岡崎東泉記』『石川正西聞見集』は一部岡崎の家臣団のみではなく、家康正室にして信康生母の築山殿も加担したものであったとしている。『岡崎東泉記』によれば、武田勝頼は岡崎領で流行していた甲斐国出身の口寄せ巫女を通じて築山殿に取り入らせ、信康室の徳姫を武田方に通じさせれば築山殿を勝頼の妻に、信康を勝頼の嫡男にして天下を譲り渡すという神託を信じさせた。また築山殿の屋敷に出入りしていた西慶という唐人医に岡崎の家臣団を懐柔させ、弥四郎らを大将分として勝頼から所領を与える判物が出されたという。
山田重英は岡崎家老鳥居氏の陪臣だったが、同輩の小谷氏に誘われて弥四郎の一党に加わっていた。しかし重英は後に翻意して謀反の事実を岡崎城の信康に通報した。信康は当初信用しなかったが、重英の提案で家来に密談を間諜させたため事は露見した。また『伝馬町旧記録』によれば家康は事前に一揆の風聞を掴んでおり、信濃国へ出入りする塩商人に申し付けて事情を探らせていたのだという。なお『徳川実紀』は別に以下の話を載せる。家康・信康父子から異例の寵愛を受けていた弥四郎は、岡崎城家老たちすら異見できないほどの権威を着ていた。ある時近藤壱岐という譜代の武士が加増となった際、弥四郎は自分が執り成しをしたためであると発言したため、近藤は怒って加増を辞退することを申し出た。この騒動を知った家康は近藤から弥四郎の専横を知り、弥四郎の罪を問うて家財を没収した。その中に武田勝頼に内通する書状が発見されたのだという。
弥四郎と妻子は前述のように処刑された。家老の石川春重および同輩の松平新右衛門は大樹寺において自害し、小谷甚左衛門は討ち取られ、倉地平左衛門は甲斐国へと逃れた。また通説では信康付属の松平親宅は事件以前に信康への諫言が聞き入れられず出奔したとされるが、彼も事件に直接関与しなかったが失脚したとする主張がある。一方で山田重英は返り忠を賞されて加増を受けたという。
当時の徳川領情勢として武田氏の軍事的優勢が指摘されており、『岡崎東泉記』にあるように松平氏譜代の岡崎家臣団が信康を三河の新国主として武田氏に寝返ろうとする可能性は十分に考えうる。黒田基樹は築山殿が実家である関口氏やその主家である今川氏と訣別して織田氏との婚姻同盟を受け入れたのも我が子・信康を次代の当主にするための主体的判断であったとする立場から、織田方の将来を危ぶんで家康を切り捨てて武田方に寝返ることで徳川氏と信康の存続を図ろうと計画したのではないかとしている。しかし、計画が失敗したことで、家康との不仲の原因となったとしている。この事件は家中の動揺を抑えるため、弥四郎一党が起こした騒動という小事件として処理されたが、後年武田氏に対する軍事的優勢に転じた事によりようやく信康と築山殿の処分という形（松平信康#信康自刃事件について）で岡崎処分が完遂されたという見解もある。また『三河物語』が述べるように、同年5月の長篠の戦いは、弥四郎らの内通によって武田軍が侵攻の機を得たものとする説もある。

## 関連作品
- 『徳川家康』（1964年、テレビ朝日、演 - 長谷川哲夫）※役名は大賀弥四郎[要出典]
- 『徳川家康』（1983年、NHK大河ドラマ、演 - 寺泉哲章）※役名は大賀弥四郎[要出典]
- 『戦国最後の勝利者!徳川家康』（1992年、テレビ朝日、演 - 萩原流行）※役名は大賀弥四郎[要出典]
- 『織田信長』（1994年、テレビ東京、演 - 立川三貴）※役名は大賀弥四郎[要出典]
- 『どうする家康』（2023年、NHK大河ドラマ、演 - 毎熊克哉）※役名は大岡弥四郎[18]